# Qualificazioni al campionato mondiale di calcio 2018 - AFC - seconda fase - girone A
Questa voce raccoglie i risultati delle partite del girone A valido come secondo turno di qualificazione al Campionato mondiale di calcio 2018 per la zona di competenza dell'AFC.
| Squadra             | P.ti | G | V | P | S | RF | RS | DR  |
| ------------------- | ---- | - | - | - | - | -- | -- | --- |
| Arabia Saudita      | 20   | 8 | 6 | 2 | 0 | 28 | 4  | +24 |
| Emirati Arabi Uniti | 17   | 8 | 5 | 2 | 1 | 25 | 4  | +21 |
| Palestina           | 12   | 8 | 3 | 3 | 2 | 22 | 6  | +16 |
| Malaysia            | 4    | 8 | 1 | 1 | 6 | 3  | 30 | -27 |
| Timor Est           | 2    | 8 | 0 | 2 | 6 | 2  | 36 | -34 |

| Squadra             | Emirati Arabi Uniti (bandiera) | Arabia Saudita (bandiera) | Palestina (bandiera) | Timor Est (bandiera) | Malaysia (bandiera) |
| ------------------- | ------------------------------ | ------------------------- | -------------------- | -------------------- | ------------------- |
| Emirati Arabi Uniti | —                              | 1 – 1                     | 2 – 0                | 8 – 0                | 10 – 0              |
| Arabia Saudita      | 2 – 1                          | —                         | 3 – 2                | 7 – 0                | 2 – 0               |
| Palestina           | 0 – 0                          | 0 – 0                     | —                    | 7 – 0                | 6 – 0               |
| Timor Est           | 0 – 1                          | 0 – 10                    | 1 – 1                | —                    | 0 – 1               |
| Malaysia            | 1 – 2                          | 0 – 3*                    | 0 – 6                | 1 – 1                | —                   |

- a tavolino

## Risultati

### 1ª giornata
| Arbitro: | Jarred Gillett |

|          |           |             |
| Sali 34’ | Marcatori | 90+4’ Ramon |

| Arbitro: | Abdulrahman Al-Jassim |

|                                    |           |                            |
| Al-Shehri 6’ Al-Sahlawi 46’, 90+4’ | Marcatori | 51’ Tamburrini 90+2’ Jadue |

### 2ª giornata
| Arbitro: | Ma Ning |

|  |           |                 |
|  | Marcatori | 81’ Abdulrahman |

| Arbitro: | Kim Sang-Woo |

|  |           |                                                             |
|  | Marcatori | 9’ Al-Batat 22’, 75’ Mara'aba 41’, 86’ Seyam 63’ Abu Hammad |

### 3ª giornata
| Arbitro: | Abdulrahman Al Jassim |

|                                                                            |           |  |
| Salem 16’ Al Habri 22’ 33’ 76’ Khalil 24’ 29’ 70’ 78’ Fardan 25’ Ahmed 37’ | Marcatori |  |

| Arbitro: | Timur Faizullin |

| |           |  |
| Yahya Al Shehri 3’ (rig.) Mohammed Al-Sahlawi 23’ 26’ 71’ Salman Al-Faraj 30’ Taisir Al-Jassim 32’ Fahad Al-Muwallad 74’ | Marcatori |  |

### 4ª giornata
| Kuala Lumpur 8 settembre 2015, ore 20:45 UTC+8 | Malaysia     | 0 – 3 referto | Arabia Saudita | National Stadium (7 000 spett.)\| Arbitro: \| Liu Kwok Man \| |
| Arbitro:                                       | Liu Kwok Man |               |                |                                                               |

| Al Ram 8 settembre 2015, ore 20:45 UTC+3 | Palestina                | 0 – 0 referto | Emirati Arabi Uniti | Faysal Al-Husseini Stadium (15 000 spett.)\| Arbitro: \| Ali Sabah Adday Al-Qaysi \| |
| Arbitro:                                 | Ali Sabah Adday Al-Qaysi |               |                     |                                                                                      |

### 5ª giornata
| Arbitro: | Kim Dong-jin |

|           |           |              |
| Ramon 54’ | Marcatori | 90+2’ Nahyeh |

| Arbitro: | Muhammad Taqi Aljaafari Bin Jahari |

|                             |           |            |
| Al-Sahlawi 45’ 90+1’ (rig.) | Marcatori | 18’ Khalil |

### 6ª giornata
| Jeddah 13 ottobre 2015, ore UTC+4 | Palestina       | 0 – 0 referto | Arabia Saudita | Amman International Stadium (10 000 spett.)\| Arbitro: \| Makhadmeh Adham \| |
| Arbitro:                          | Makhadmeh Adham |               |                |                                                                              |

| Arbitro: | Kim Hee-gon |

|  |           |          |
|  | Marcatori | 10’ Amri |

### 7ª giornata
| Arbitro: | Ahmed Al-Kaf |

|                                                              |           |  |
| Cantillana 37’ Nahyeh 38’, 45’ 58’ Seyam 88’ Ihbeisheh 90+1’ | Marcatori |  |

| Arbitro: | Mohsen Torky |

|                                                                          |           |  |
| Mabkhout 15’, 19’ Khalil 43’, 53’ (rig.) 56’, 57’ Mousa 54’ Al-Attas 87’ | Marcatori |  |

### 8ª giornata
| Arbitro: | Masaaki Toma |

|              |           |                            |
| Bakhtiar 59’ | Marcatori | 22’ Abdulrahman 52’ Khalil |

| Arbitro: | Hettikamkanamge Perera |

|  |           | |
|  | Marcatori | 29’ (rig.) 55’ (rig.) 89’ Al-Sahlawi 34’ Hawsawi 35’ Al-Shehri 85’ Al-Jassim 90’ Hazazi 90+2’ Al-Muwallad |

### 9ª giornata
| Arbitro: | Kim Dong-jin |

|                              |           |  |
| Al-Sahlawi 50’ Al-Jassim 74’ | Marcatori |  |

| Arbitro: | Benjamin Williams |

|                           |           |  |
| Al Hammadi 32’ Khalil 60’ | Marcatori |  |

### 10ª giornata
| Arbitro: | Hettikamkanamge Perera |

|                                                                                  |           |  |
| Hbaisha 2’ Cantillana 18’ 66’ Yashir Pinto 32’ 39’ Ahmed Awad 77’ Al Bahdari 90’ | Marcatori |  |

| Arbitro: | Nawaf Shukralla |

|                 |           |               |
| Abdulrahman 52’ | Marcatori | 24’ Al-Jassim |